# Burn the Stage: The Movie
Burn the Stage: The Movie (en hangul, 번 더 스테이지: 더 무비; romanización revisada, Beon Deo Seuteiji: Deo Mubi) es una película que documenta el detrás de escenas de la gira The Wings Tour de la boy band surcoreana BTS. La gira atrajo a más de medio millón de fanáticos en 19 ciudades diferentes alrededor del mundo. Fue dirigida por Park Jun Soo y producida por Yoon Jiwon, mientras que la distribución estuvo a cargo de Trafalgar Releasing.
Las entradas salieron a la venta a partir del 22 de octubre, en tanto que la película estuvo disponible en los cines el 15 de noviembre de 2018, por tiempo limitado en salas selectas. El tráiler de la película fue publicado el 23 de octubre de 2018.
Debido a la gran demanda, la película fue proyectada nuevamente en los teatros de ciertos países el 5 y 6 de diciembre de 2018. La segunda vez que fue proyectada superó el récord de asistencia de One Direction para un evento de cine, al vender dos millones de boletos.
La película fue publicada en YouTube Premium el 18 de enero de 2019.

## Argumento
La película dura 85 minutos e incluye presentaciones en vivo, momentos destacados de entregas de premios y también fuera del escenario, así como entrevistas con los 7 miembros de BTS. También es un detrás de camarás de su gira The Wings Tour en el que se revela el ascenso de BTS hacia el estrellato.
La cinta comienza con material de los personajes de BT21 que diseñó cada integrante de BTS, unos segundos después se escucha a los fanáticos gritando «BTS» y se los ve agitando el light stick del grupo mientras ellos se presentan en el escenario. A lo largo de la película BTS habla sobre las dificultades y el lado mundano de la fama, además de abordar las inseguridades que han enfrentado desde su debut y su deseo de continuar creciendo y mejorando como artistas.

## Adaptación
La película fue una adaptación de la serie documental de 2018 de YouTube Premium Burn the Stage. En total tuvo 8 episodios, con una duración de aproximadamente 30 minutos cada uno. Además, el primer episodio del programa fue el décimo vídeo, que no fuera de música,  más visto en Youtube en Corea.

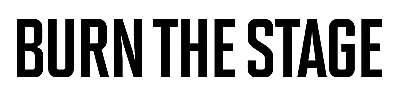
Logo de la serie documental Burn the Stage.

| N.º | Episodio                    | Fecha               |
| --- | --------------------------- | ------------------- |
| 1   | I'd do it all               | 28 de marzo de 2018 |
| 2   | You already have the answer | 28 de marzo de 2018 |
| 3   | Just give me a smile        | 4 de abril de 2018  |
| 4   | It's on you and I           | 11 de abril de 2018 |
| 5   | I can't stop                | 18 de abril de 2018 |
| 6   | Moonchild                   | 25 de abril de 2018 |
| 7   | Best Of Me                  | 2 de mayo de 2018   |
| 8   | I NEED YOU                  | 9 de mayo de 2018   |

## Elenco
La película se centró en los integrantes de BTS, aunque ciertos miembros del personal también aparecieron.
- Kim Nam-joon
- Kim Seok-jin
- Min Yoon-gi
- Jung Ho-seok
- Park Ji-min
- Kim Tae-hyung
- Jeon Jung-kook

## Historial de lanzamientos
| Fecha                   | País   | Ref    |
| ----------------------- | ------ | ------ |
| 15 de noviembre de 2018 | Varios | [ 13 ] |
| 25 de noviembre de 2018 | India  | [ 14 ] |